# Yvonne Waters
Yvonne Maria Waters (The Hague, 11 marzo 1951) è un'ex cestista australiana.

## Carriera
Con l'Australia ha disputato i Campionati del mondo del 1971, segnando 41 punti in 8 partite.